# لازار ريستوفسكي
لازار ريستوفسكي (بالصربية: Лазар Ристовски)‏ هو كاتب وروائي وملحن ومنتج أفلام ومخرج وممثل صربي، ولد في 26 أكتوبر 1952 في صربيا. من الجوائز التي نالها تمثال يواقيم فوجيتش ‏.

## أعمال

### أفلام
- (2006) كازينو رويال[5][6][7][8]

## جوائز
- تمثال يواقيم فوجيتش [الإنجليزية]‏

## وصلات خارجية
- لازار ريستوفسكي على موقع IMDb (الإنجليزية)
- لازار ريستوفسكي على موقع ألو سيني (الفرنسية)
- لازار ريستوفسكي على موقع أول موفي (الإنجليزية)
- لازار ريستوفسكي على موقع قاعدة بيانات الأفلام السويدية (السويدية)
- لازار ريستوفسكي على موقع قاعدة بيانات الفيلم (الإنجليزية)
- لازار ريستوفسكي على موقع كينوبويسك (الروسية)
- لازار ريستوفسكي على موقع كينوبويسك (الروسية)